# گودول
گودول (به ترکی استانبولی: Güdül) یک شهر در ترکیه است که در استان آنکارا واقع شده‌است. گودول ۷۲۰ متر بالاتر از سطح دریا واقع شده‌است.